# پائولو ویدوز
پائولو ویدوز (انگلیسی: Paolo Vidoz؛ زادهٔ ۲۱ اوت ۱۹۷۰) بوکسور اهل ایتالیا است.